# Hrnjevac
Hrnjevac falu Horvátországban, Pozsega-Szlavónia megyében. Közigazgatásilag Kutjevohoz tartozik.

## Fekvése
Pozsegától légvonalban 16, közúton 20 km-re északkeletre, községközpontjától 5 km-re nyugatra, a Pozsegai-medence északi szélén, a Krndija-hegység lábánál, Lukač és Venje között fekszik.

## Története
Hrnjevac területe a régészeti leletek tanúsága szerint már a kőkorszakban is lakott volt. Határában a Krndija-hegység déli lejtőin fekvő „Brdo” és „Košarine” lelőhelyeken az i. e. 5300 és 4300 közötti Sopot-Bicske kultúra, az i. e. 4350 - 3950 közötti Balaton-Lasinja-kultúra és az i. e. 3960 és 3500 között virágzott Retz-Gajary kultúra településének nyomait, főként cseréptöredékeket találtak. A Brdo lelőhelyen a hely későbbi népességére utaló bronz és vaskori leletek is előkerültek.
Hrnjevac település már a középkorban is létezett. 1455-ben „Hernewchewcz”, majd 1464-ben „Hernyechewcz” néven köznemesi birtokként tűnik fel. A közeli településekkel együtt 1537 körül került török fennhatóság alá. 1687-ben szabadult fel a török uralom alól. Ezt követően a török uralom alatt maradt Boszniából pravoszláv szerbek települtek be. 1698-ban „Hernye” néven 3 portával szerepel a török uralom alól felszabadított szlavóniai települések összeírásában.
1702-ben 8, 1740-ben 14 ház állt a településen. Az első katonai felmérés térképén „Dorf Hernyevacz”néven látható. Lipszky János 1808-ban Budán kiadott repertóriumában „Hernyevacz” néven szerepel. Nagy Lajos 1829-ben kiadott művében „Ernyevácz” néven 16 házzal és 109 ortodox vallású lakossal találjuk. A 19. század végén és a 20. század elején cseh, német és magyar családok érkeztek ide.
A településnek 1857-ben 69, 1910-ben 235 lakosa volt. 1910-ben a népszámlálás adatai szerint lakosságának 34%-a cseh, 21%-a szerb, 18%-a német, 17%-a horvát, 9%-a magyar anyanyelvű volt. Pozsega vármegye Pozsegai járásának része volt. Az első világháború után 1918-ban az új szerb-horvát-szlovén állam, majd később (1929-ben) Jugoszlávia része lett. 1991-ben lakosságának 95%-a horvát nemzetiségű volt. A településnek 2011-ben 174 lakosa volt.

## Lakossága
| Lakosság változása | Lakosság változása | Lakosság változása | Lakosság változása | Lakosság változása | Lakosság változása | Lakosság változása | Lakosság változása | Lakosság változása | Lakosság változása | Lakosság változása | Lakosság változása | Lakosság változása | Lakosság változása | Lakosság változása | Lakosság változása |
| ------------------ | ------------------ | ------------------ | ------------------ | ------------------ | ------------------ | ------------------ | ------------------ | ------------------ | ------------------ | ------------------ | ------------------ | ------------------ | ------------------ | ------------------ | ------------------ |
| 1857               | 1869               | 1880               | 1890               | 1900               | 1910               | 1921               | 1931               | 1948               | 1953               | 1961               | 1971               | 1981               | 1991               | 2001               | 2011               |
| 69                 | 74                 | 85                 | 85                 | 170                | 235                | 261                | 222                | 238                | 278                | 242                | 206                | 208                | 207                | 188                | 174                |

## Nevezetességei
- A falu közepén álló falazott harangláb.
- A falu közelében fekvő Brdo régészeti lelőhelyét 1898-ban fedezték fel. Az első kerámia- és kőleleteket a zágrábi Nemzeti Múzeum (ma Régészeti Múzeum) régésze Milan Turković tárta fel. A leletek a neolitikum (Sopot-Bicske-kultúra), a kőrézkor (Balaton-Lasinja és Retz-Gajary-kultúra Kevderc-Hrnjevac típusa), illetve a késő bronzkor és kora vaskor időszakából származtak. A későbbi terepbejárásokon a középkorból is gyűjtöttek anyagot, amelyek mind e hely lakottságának folytonosságát mutatják. A hely Krndija-hegység egyik szőlőtermesztő területén található, így intenzív mezőgazdasági művelésnek van kitéve, pedig ennek az értékes lelőhelynek a feltárása szakmai és tudományos értelemben kiemelt fontosságú lenne.[9]
- A Košarine régészeti lelőhely Krndija-hegység egyik természetes magaslatán található, Kutjevo és Hrnjevac közelében. A szőlőültetvények telepítéséhez szükséges földásás során 1984-ben egy őskori település nyomait fedezték fel. A leletek a neolitikum és az kőrézkor időszakából származtak. Kiemelkedik közülük a Retz-Gajary kultúra kerámia leletanyaga, amelyet a közeli Brdo lelőhelyen is találtak.[10]